# NBA 1965/66
NBA 1965/66 was het 20e seizoen van de NBA. Het begon op 15 oktober 1965 en eindigde op 22 maart 1966, toen Boston Celtics de zevende wedstrijd van de NBA Finale met 95-93 won en daarmee op 4-3 kwam in de serie tegen verliezend finalist LA Lakers. Wilt Chamberlain van Philadelphia 76ers werd verkozen tot NBA Most Valuable Player.
Voor Bostons Celtics betekende het kampioenschap de achtste NBA-titel op rij. K.C. Jones, Sam Jones en Bill Russell maakten alle acht die seizoenen deel uit van de ploeg. Doordat Russell ook in 1956/57 de NBA-titel had gewonnen en er in 1967/68 en 1968/69 nog twee won (ook alle drie met Boston), groeide hij uit tot de speler met de meeste NBA-titels aller tijden (11). LA Lakers was in 1965/66 voor het tweede jaar op rij verliezend finalist.
Na 1965/66 werd de opzet waarin de winnaars van het reguliere seizoen in het oosten en het westen play off-ronde 1 mochten overslaan na twaalf seizoenen veranderd.

## Eindstand regulier seizoen
| Eastern Division   | W  | V  |
| ------------------ | -- | -- |
| Philadelphia 76ers | 55 | 25 |
| Boston Celtics     | 54 | 26 |
| Cincinnati Royals  | 45 | 35 |
| New York Knicks    | 30 | 50 |

| Western Division       | W  | V  |
| ---------------------- | -- | -- |
| LA Lakers              | 45 | 35 |
| Baltimore Bullets      | 38 | 42 |
| St. Louis Hawks        | 36 | 44 |
| San Francisco Warriors | 35 | 45 |
| Detroit Pistons        | 22 | 58 |

## Playoffs
|  | Division Semifinals | Division Semifinals |                |   | Division Finals | Division Finals |  |  | NBA Finale | NBA Finale |
|  |                     |                     |                |   |                 |                 |  |  |            |            |
|  |                     |                     |                |   |                 |                 |  |  |            |            |
|  |                     |                     |                |   |                 |                 |  |  |            |            |
|  |                     |                     |                |   |                 |                 |  |  |            |            |
|  | Philadelphia 76ers  |                     |                |   |                 |                 |  |  |            |            |
|  |                     |                     |                |   |                 |                 |  |  |            |            |
|  | Bye                 |                     |                |   |                 |                 |  |  |            |            |
|  | Philadelphia 76ers  | 1                   |                |   |                 |                 |  |  |            |            |
|  | Philadelphia 76ers  | 1                   |                |   |                 |                 |  |  |            |            |
|  |                     | Boston Celtics      | 4              |   |                 |                 |  |  |            |            |
|  | Cincinnati Royals   | Boston Celtics      | 4              | 2 |                 |                 |  |  |            |            |
|  | Cincinnati Royals   |                     |                | 2 |                 |                 |  |  |            |            |
|  | Boston Celtics      | 3                   |                |   |                 |                 |  |  |            |            |
|  | Boston Celtics      | 3                   | Boston Celtics | 4 |                 |                 |  |  |            |            |
|  |                     |                     | Boston Celtics | 4 |                 |                 |  |  |            |            |
|  |                     | LA Lakers           | 3              |   |                 |                 |  |  |            |            |
|  | LA Lakers           | LA Lakers           | 3              |   |                 |                 |  |  |            |            |
|  |                     |                     |                |   |                 |                 |  |  |            |            |
|  | Bye                 |                     |                |   |                 |                 |  |  |            |            |
|  | LA Lakers           | 4                   |                |   |                 |                 |  |  |            |            |
|  | LA Lakers           | 4                   |                |   |                 |                 |  |  |            |            |
|  |                     | St. Louis Hawks     | 3              |   |                 |                 |  |  |            |            |
|  | St. Louis Hawks     | St. Louis Hawks     | 3              | 3 |                 |                 |  |  |            |            |
|  | St. Louis Hawks     |                     |                | 3 |                 |                 |  |  |            |            |
|  | Baltimore Bullets   | 0                   |                |   |                 |                 |  |  |            |            |
|  | Baltimore Bullets   | 0                   |                |   |                 |                 |  |  |            |            |

## Beste statistieken
- Meeste punten: Wilt Chamberlain (Philadelphia 76ers)
- Meeste rebounds: Wilt Chamberlain (Philadelphia 76ers)
- Meeste assists: Oscar Robertson (Cincinnati Royals)
- Hoogste percentage veldscores: Wilt Chamberlain (Philadelphia 76ers)
- Hoogste percentage vrije worpen: Larry Siegfried (Boston Celtics)

1950 · 1951 · 1952 · 1953 · 1954 · 1955 · 1956 · 1957 · 1958 · 1959 · 
1960 · 1961 · 1962 · 1963 · 1964 · 1965 · 1966 · 1967 · 1968 · 1969 · 
1970 · 1971 · 1972 · 1973 · 1974 · 1975 · 1976 · 1977 · 1978 · 1979 · 
1980 · 1981 · 1982 · 1983 · 1984 · 1985 · 1986 · 1987 · 1988 · 1989 · 
1990 · 1991 · 1992 · 1993 · 1994 · 1995 · 1996 · 1997 · 1998 · 1999 · 
2000 · 2001 · 2002 · 2003 · 2004 · 2005 · 2006 · 2007 · 2008 · 2009 · 
2010 · 2011 · 2012 · 2013 · 2014 · 2015 · 2016 · 2017 · 2018 · 2019 · 
2020 · 2021 · 2022 · 2023 · 2024